# Білка (притока Ірпеня)
Білка — річка в Житомирській області України, права притока річки Ірпінь. Належить до басейну Дніпра.
Протяжність — 10 км, площа басейну — 35,3 км². Протікає через урочище Степок-Корнин.
Впадає в Ірпінь в районі села Білки, яке знаходиться на правому березі річки Ірпінь.